# Anna Ginsburg
Anna Ginsburg és una directora de cinema britànica que treballa amb una varietat de tècniques i mitjans, com ara l'animació 2D tradicional dibuixada a mà, el stop-motion i l'acció real.

## Biografia
Ginsburg va créixer a Kentish Town i va estudiar al Camberwell College of Arts, on va obtenir el seu títol de grau, i a l'Edinburgh College of Art, on va estudiar animació i es va graduar el 2012. Col·labora sovint amb il·lustradores i artistes com ara Sara Andreasson, Caitlin McCarthy o Melissa Kitty Jarram.
Ginsburg ha treballat en moltes pel·lícules d'animació independents que han rebut premis. Entre ells destaca  el videoclip How Can You Swallow So Much Sleep?, que va guanyar un premi BAFTA als National Talent Awards. També ha rebut un premi ADC Young Guns, així com un premi British Arrows pel seu treball a Material World.

## Filmografia
- Private Parts (2016)[10]
- Selfridges and Sustainability (2017)[11]
- Material World (2017)[12]
- Ugly (2019)[13]